# Freginals
Freginals es un municipio de Cataluña, España, que forma parte de la provincia de Tarragona, situado en la comarca del Montsiá. Según los datos del Instituto Nacional de Estadística del año 2022, cuenta con una población de 388 habitantes.

## Historia

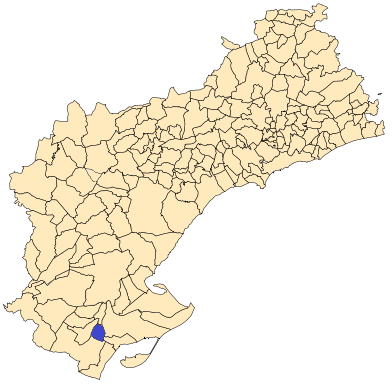
Situación en la provincia de Tarragona

Freginals aparece documentado por primera vez en el año 1222, aunque únicamente como topónimo. En la carta de población de Ulldecona se menciona el coll de freginals donde estaban instalados los hospitalarios. 
Después de la batalla de Almansa, las tropas borbónicas incendiaron la población, ya que Freginals siempre se mantuvo fiel a Carlos VI.
Finalmente, Freginals se constituyó como municipio independiente el 9 de febrero de 1843.

## Geografía humana

### Demografía
Cuenta con una población de 424 habitantes (INE 2024).
| Gráfica de evolución demográfica de Freginals entre 1857 y 2021 |
| |
| Población de derecho según los censos de población del INE Población de hecho según los censos de población del INEEntre el censo de 1857 y el anterior, aparece este municipio porque se segrega del municipio 3156 (Ulldecoa) |

### Economía
La principal actividad económica del municipio es la agricultura, y destaca especialmente el cultivo de olivos.

## Cultura
La iglesia parroquial de Freginals está dedicada a San Bartolomé y fue construida en el siglo XVIII en reemplazo del antiguo templo. Su fachada presenta un estilo barroco, mientras que el interior está decorado en el estilo gótico. El edificio consta de una única nave y cuenta con altares laterales.
En el centro del pueblo, se encuentra la antigua casa familiar de los Miralles. El edificio original fue destruido durante la guerra de sucesión española, pero fue reconstruido en 1728, siendo el edificio actual.
Freginals celebra su fiesta mayor en el mes de agosto.